# Akkharathorn Chularat
Akkharathorn Chularat. (1940). Jurista y político tailandés. Licenciado en Derecho por la Universidad de Thammasat y doctorado en Roma. Presidente de la Suprema Corte Administrativa.
Fue senador y miembro de la Comisión redactora de la Constitución tailandesa de 1997. Sus servicios como jurista fueron requeridos por el Consejo para la Reforma Democrática creado por los militares golpistas de septiembre de 2006 y se especuló con la posibilidad de que fuera primer ministro interino durante el gobierno provisional de Tailandia, puesto para el que finalmente fue elegido por la Junta Militar Surayud Chulanont.